# ミッシェル・オスロ
ミッシェル・オスロ（Michel Ocelot、1943年10月27日 - ）は、フランスの脚本家、プロダクションデザイナー、演出家、アニメーション映画監督、テレビ番組ディレクター。

## 略歴
1943年、コート・ダジュールで生まれる。ギニアで幼少時代、アンジェで青年期を過ごす。これらの体験は、のちの作品に影響を及ぼすことになる。最初はアンジェの美術学校で、のちにフランス国立高等装飾美術学校で装飾芸術を学んだ。独学でアニメーションを学び、プロとしての初の短編作品『3人の発明家たち』（1979年）で BAFTA賞を受賞。
1998年の作品『キリクと魔女』で最もよく知られているが、それ以前にすでにセザール賞および英国アカデミー賞を受賞した作品を制作していた。
1994年から2000年まで国際アニメーション映画協会の会長をつとめた。
2009年にはレジオン・ドヌール勲章をアニエス・ヴァルダ監督から授与された。2015年、ザグレブ国際アニメーション映画祭で生涯功労賞を受賞した。2022年、アヌシー国際アニメーション映画祭名誉賞を受賞
。

## 日本との関わり
12歳の頃に葛飾北斎の画に出会い魅了されたと言い、1970年に日本に初めて来日し、墨絵を学んだり各地を旅行したりして40日間滞在したという。
2000年8月には第8回ヒロシマ国際アニメーション・フェスティバルに招かれ来日（『キリクと魔女』が上映された）、2002年3月には東京日仏学院で『キリクと魔女』と『プリンス&プリンセス』が上映されるのに伴い来日、2003年3月には『キリクと魔女』日本版公開のために来日、2005年9月にも来日しており、いずれも小野耕世がインタビューをしている。

## 主な作品
※いずれも監督と脚本を担当している。
- キリクと魔女 Kirikou et la sorcière (1998) ※兼 原作
- プリンス&プリンセス Princes et princesses (2000)
- キリクと魔女2 4つのちっちゃな大冒険 Kirikou et les bêtes sauvages (2005) ※日本劇場未公開
- アズールとアスマール Azur et Asmar (2006) ※兼 デザイン/原作
- 夜のとばりの物語 Les contes de la nuit (2011)

※2010年のテレビ短編シリーズ『ドラゴン&プリンセス』全10話の中の5話に新作1話を加えて1本の映画にまとめた作品で、残りの5話はオムニバス形式で『夜のとばりの物語 -醒めない夢-』として2013年に日本で劇場公開されている。
夜のとばりの物語
- 狼男 Le Loup-garou
- ティ・ジャンと瓜ふたつ姫 Tijean et la Belle-sans-Connaître
- 黄金の都と選ばれし者 L'Élue de la ville d'or
- タムタム少年 Le Garçon tam-tam
- 嘘をつかなかった若者 Le Garçon qui ne mentait jamais
- 鹿になった娘と建築家の息子 La Fille-biche et le Fils de l'architecte ※新作

夜のとばりの物語 -醒めない夢-
- 怪物のあるじ La Maîtresse des monstres
- 靴職人と夢の橋 Le Pont du petit cordonnier
- 見習い水夫と猫 Le Mousse et sa chatte
- 魔法使いの弟子 L’Écolier sorcier
- イワン王子と七変化の姫 Ivan Tsarevitch et la Princesse changeante

- キリク 男と女 3D Kirikou et les hommes et les femmes (2012)
- ディリリとパリの時間旅行 Dilili à Paris (2018)
- 古の王子と3つの花 Le Pharaon, le Sauvage et la Princesse (2022)